# Avenue Kléber
De Avenue Kléber is een avenue in de Franse hoofdstad Parijs. Het is een van de twaalf straten die samenkomen op de Place Charles de Gaulle met de Arc de Triomphe.
De aanleg maakte deel uit van de grootscheepse verbouwing van Parijs door Georges-Eugène Haussmann in opdracht van Napoleon III. In 1863 kwam de straat gereed onder de naam l'Avenue du Roi-de-Rome, ter nagedachtenis aan Napoleon II. In 1879 werd de straat omgedoopt tot Avenue Kléber, ter nagedachtenis aan Jean-Baptiste Kléber, generaal in de Franse revolutionaire oorlogen.
Avenue Kléber ligt tussen Place de l'Étoile (tegenwoordig ook Place Charles de Gaulle genoemd) en Place du Trocadéro, bij het Palais de Chaillot. Noemenswaardige gebouwen aan de Avenue Kléber zijn de ambassades van IJsland (nr. 8) en Peru (nr. 50), het Hôtel Raphael (nr. 17) en het luxe hotel The Peninsula Paris (nr. 19).
In de straat liggen de metrostations Kléber en Boissière.

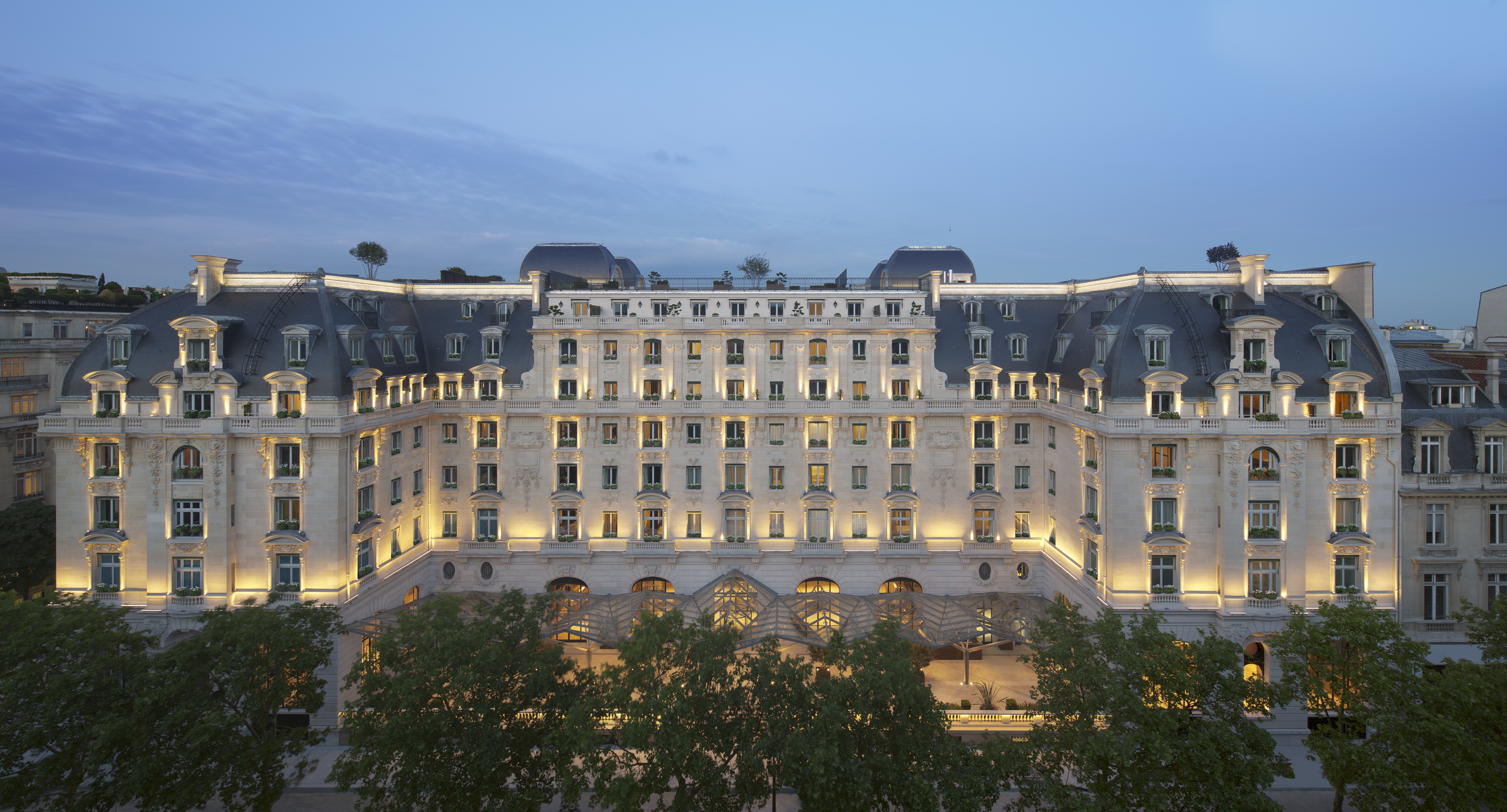
The Peninsula Paris
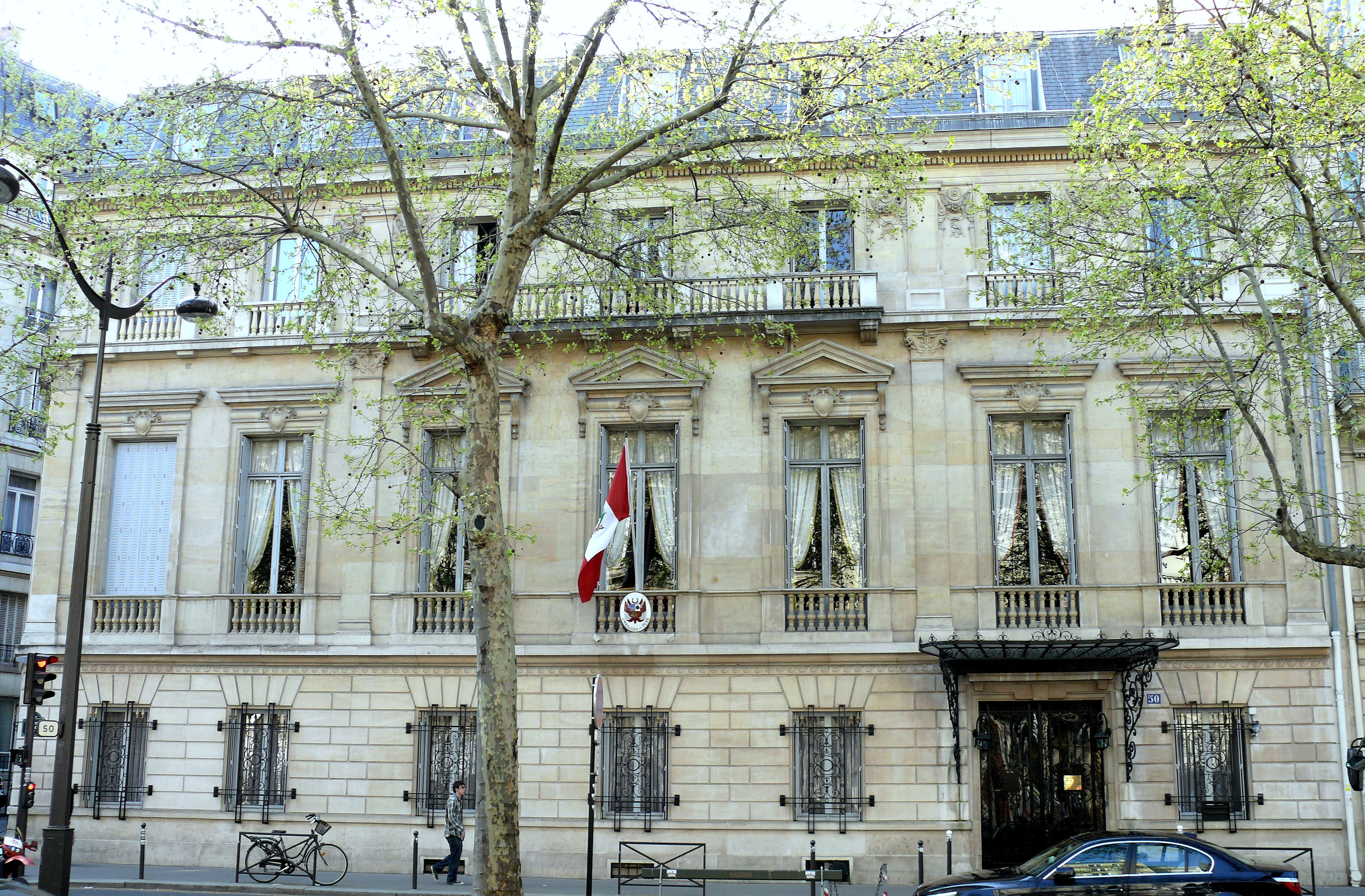
Ambassade van Peru
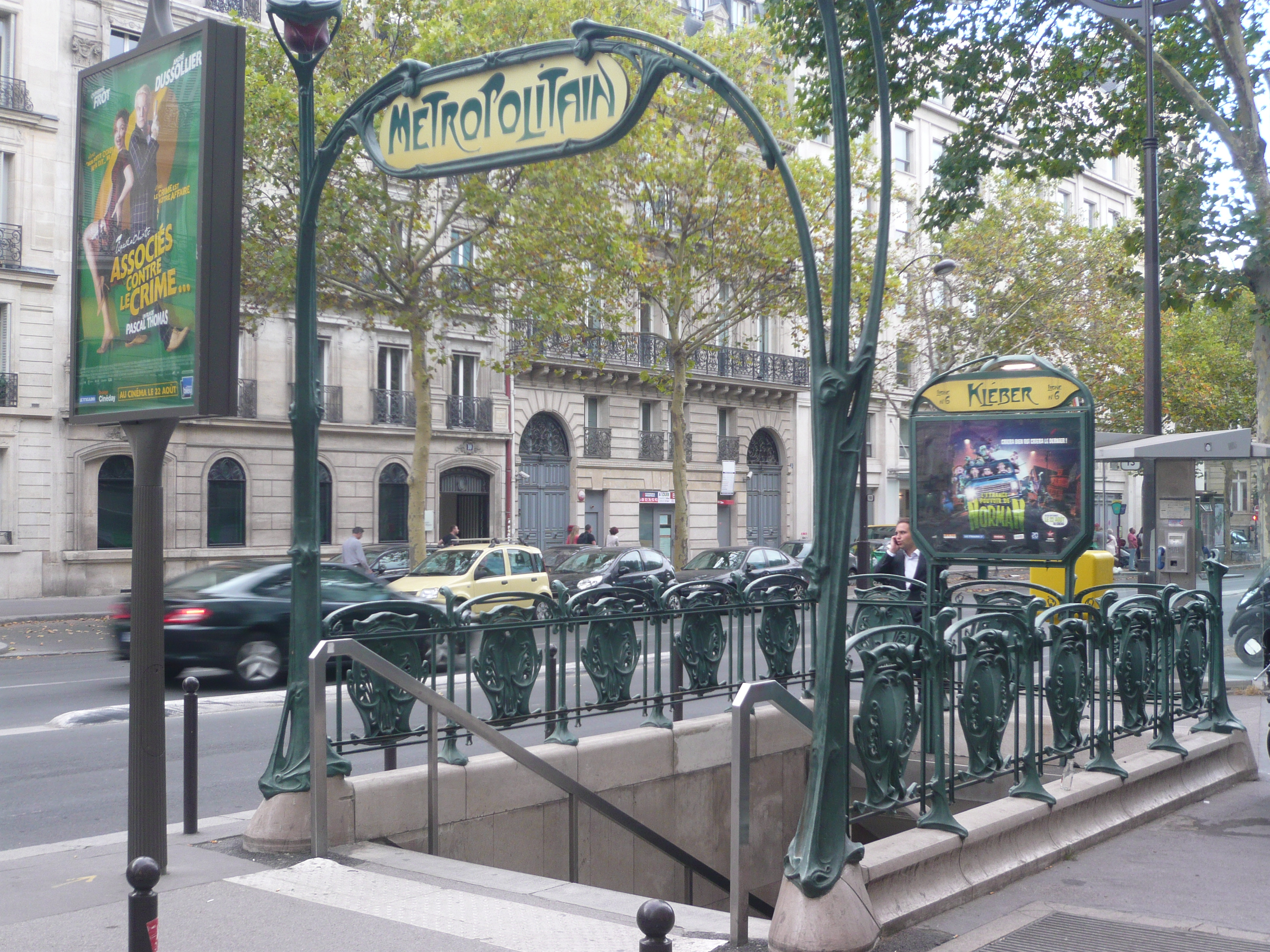
Metrostation Kléber
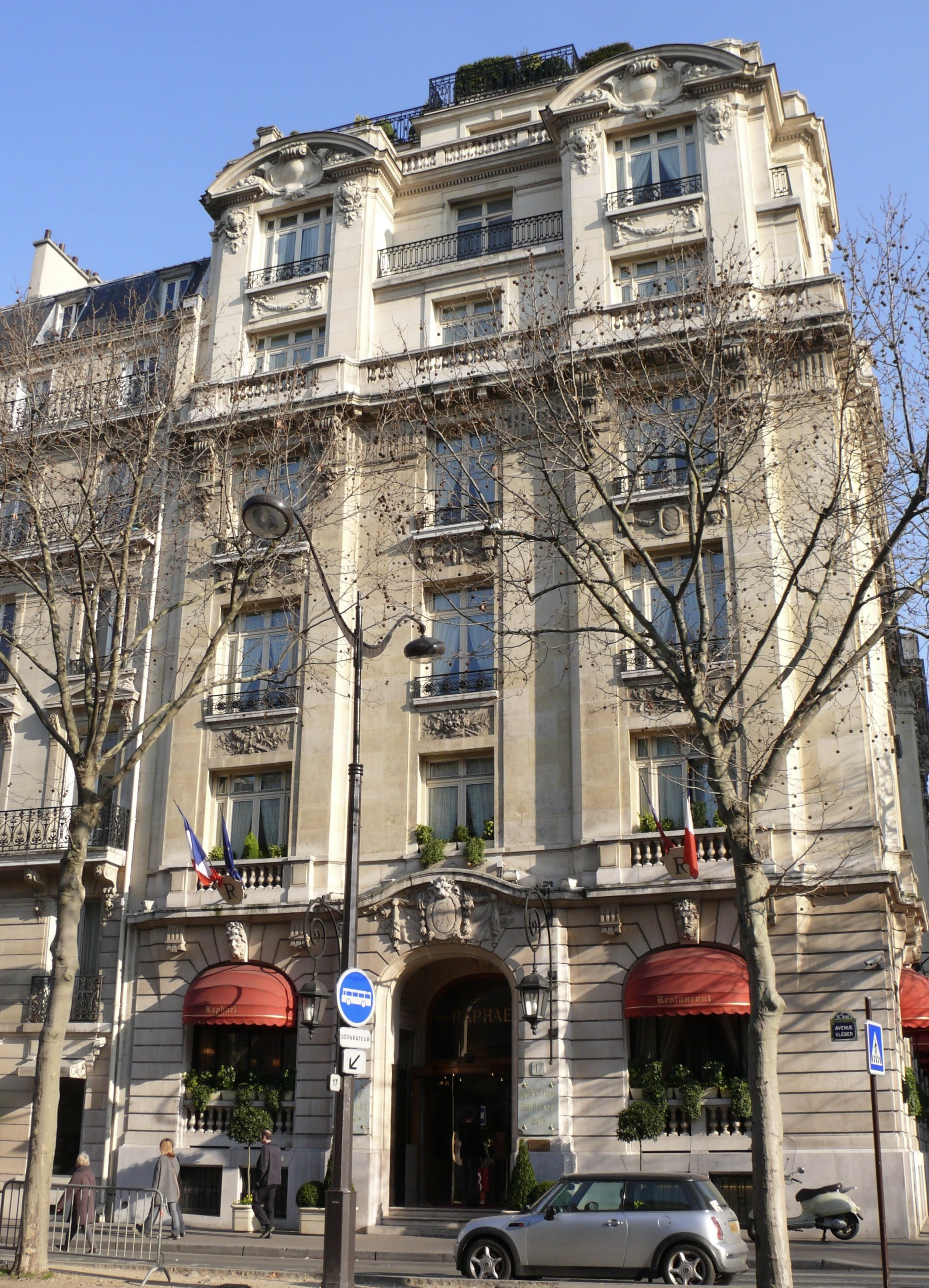
Hôtel Raphael